# 2196 Ellicott
2196 Ellicott eller 1965 BC är en asteroid i huvudbältet, som upptäcktes 29 januari 1965 av Indiana Asteroid Program vid Indiana University Bloomington med Goethe Link Observatory. Asteroiden har fått sitt namn efter den amerikanske astronomen A. E. Douglass.
Asteroiden har en diameter på ungefär 57 kilometer.